# Michael Abel (Fußballspieler)
Michael Abel (* 3. März 1930) ist ein ehemaliger deutscher Fußballspieler, welcher in der Saison 1953/54 beim Rheydter Spielverein in der Fußball-Oberliga West 29 Ligaspiele absolviert und neun Tore erzielt hat.

## Laufbahn
Abel, der Angreifer war von Blau-Weiß Köln zu Fortuna Köln gekommen, spielte von 1951 bis 1953 zwei Runden mit dem SC in der 2. Liga West. In seiner zweiten Saison, 1951/52, erzielte er in 26 Ligaspielen 21 Tore und führte damit gemeinsam mit Willi Koll vom Duisburger SpV die Torschützenliste der 2. Liga West Gruppe 2 an. Zur Runde 1952/53 wechselte der Stürmer zum Oberligaabsteiger Rheydter SpV. Unter Trainer Hennes Weisweiler erreichten die Schwarz-Weißen vom Jahnstadion an der Nordstraße mit 43:17 Punkten hinter dem VfL Bochum die Vizemeisterschaft und damit die umgehende Oberligarückkehr. An der Seite des erfolgreichsten Torschützen Franz Alexius (24 Tore) erzielte Abel zehn Treffer.
In die Oberligarunde 1953/54 starteten Abel und Kollegen am 9. August 1953 mit einem 2:2-Heimremis gegen Alemannia Aachen, er bildete dabei vor 25.000 Zuschauern auf Rechtsaußen mit Alexius den rechten Flügel. Das erste Auswärtsspiel in der Oberliga wurde am 23. August mit 3:2 gegen den STV Horst-Emscher gewonnen. Abel erzielte dabei seinen ersten Treffer in der Oberliga. Am 30. August folgte das Derby gegen Borussia München Gladbach. Vor 35.000 Zuschauern setzte sich BMG mit 2:1 durch; das zwischenzeitliche 1:1 in der 61. Minute durch Abel reichte den Gastgebern nicht zum Punktgewinn. Nach der Hinrunde belegte der „Spö“ mit 12:18 Punkten den 13. Rang. Als die Runde am 11. April 1954 mit einem abschließenden 3:2-Heimerfolg gegen Preußen Münster beendet war, belegte Rheydt mit 20:40 Punkten den 15. Tabellenplatz und stieg damit mit den Emscher „Husaren“ in die 2. Liga West ab. Mit jeweils 4:26 Punkten hatten die beiden Absteiger in den Auswärtsspielen den Ligaerhalt verpasst. Abel hatte in 29 Einsätzen neun Tore erzielt und führte damit die interne Torschützenliste der Schwarz-Weißen an. Auch der Weggang von Amateurnationalspieler Alfred Post zum Jahresende 1953 hatte zur Schwächung des Teams beigetragen.
Mit 15 Ligaspielen und vier Toren für den Rheydter SpV endete nach der Saison 1954/55 in der 2. Liga West die höherklassige Spielerlaufbahn von Michael Abel.

## Erfolge
- Vizemeister 2. Liga West: 1953